# Кашина Саки (Павија)
Кашина Саки је насеље у Италији у округу Павија, региону Ломбардија.
Према процени из 2011. у насељу је живело 47 становника. Насеље се налази на надморској висини од 67 м.